# دفتر اجرایی رئیس‌جمهور ایالات متحده آمریکا

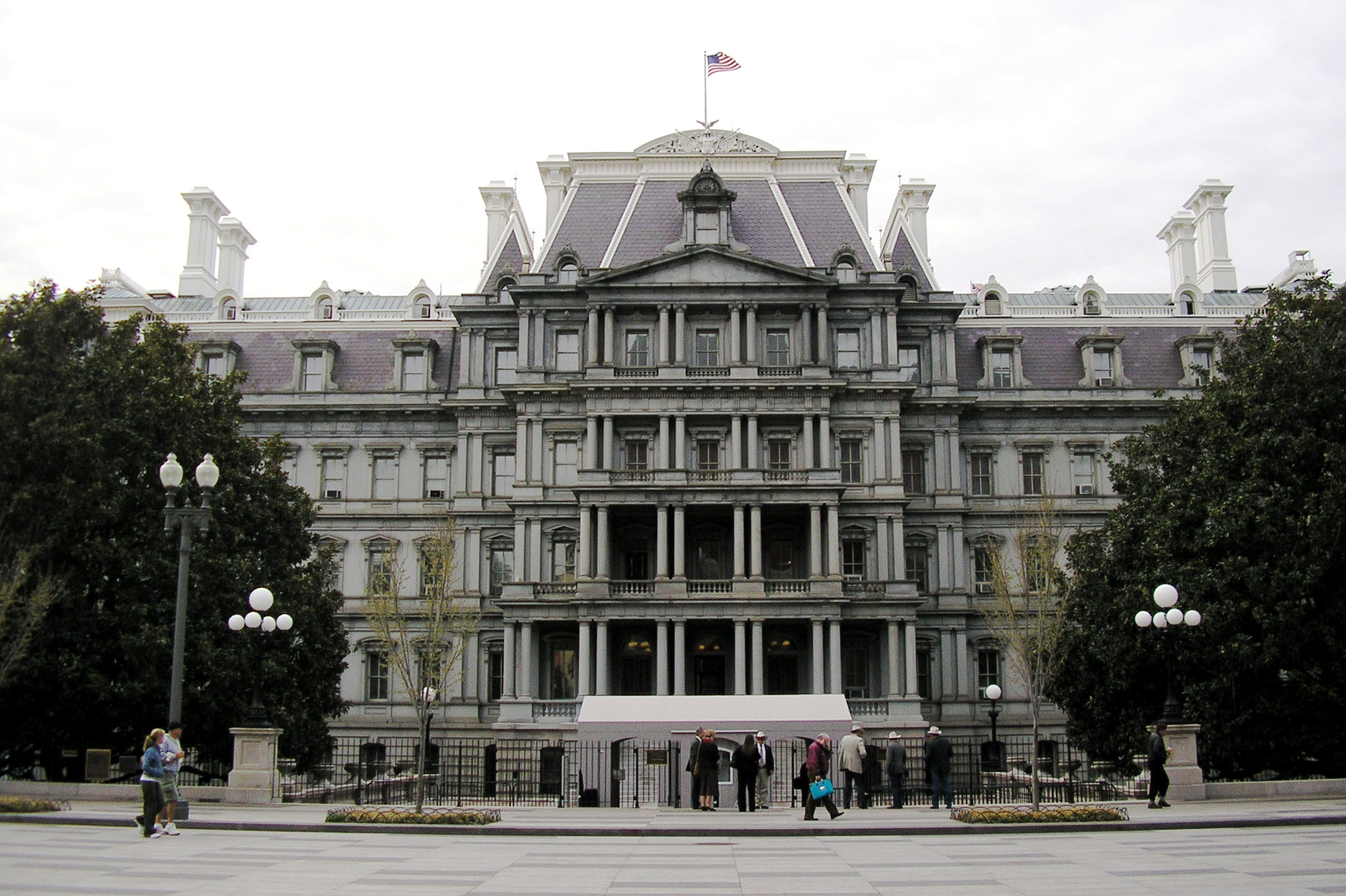
محل استقرار ستاد

دفتر اجرایی رئیس‌جمهور ایالات متحده آمریکا (به انگلیسی: Executive Office of the President of the United States) گروهی مؤثر از مشاوران ارشد رئیس‌جمهور ایالات متحده آمریکا است که مستقیماً و بدون واسطه با رئیس‌جمهور کار می‌کنند.

## مقدمه
این ستاد برای ارائه مشاوره به رئیس‌جمهور ایالات متحده آمریکا و هماهنگ‌کردن دستگاه‌های مختلف اجرایی در سال ۱۹۳۷ تأسیس شد تا از یکسو راهکاره‌های اجرایی دولت را ترسیم کند و از سوی دیگر با کنگره ایالات متحده آمریکا و افکار عمومی ارتباط برقرار نماید. این ستاد درحقیقت قلب قوه مجریه به‌شمار می‌آید و از جایگاه ویژه‌ای در نظام تصمیم‌گیری ایالات متحده آمریکا برخوردار است.
ستاد ریاست جمهوری شامل ۱۰ شورا و دفتر است که ریاست آنان را رئیس‌جمهور انتخاب می‌کند. دفتر معاون رئیس‌جمهور ایالات متحده آمریکا و ستاد کاخ سفید نیز از زیرمجموعه‌های ستاد ریاست جمهوری بشمار می‌آیند.
- شورای مشاوران اقتصادی (۱۹۳۹)
- شورای امنیت ملی (۱۹۴۶)
- دفتر نمایندگی تجاری ایالات متحده (۱۹۶۳)
- شورای حفاظت محیط زیست (۱۹۶۹)
- دفتر مدیریت و بودجه (۱۹۷۰)
- دفتر سیاست‌های علمی و تکنولوژیکی (۱۹۷۶)
- دفتر مدیریت (۱۹۷۷)
- دفتر سیاست‌های توسعه (۱۹۷۷)
- شورای امنیت اقتصادی (۱۹۹۲)
- دفتر زنان مبتکر و خلاق (۱۹۹۵)

## شورای امنیت ملی

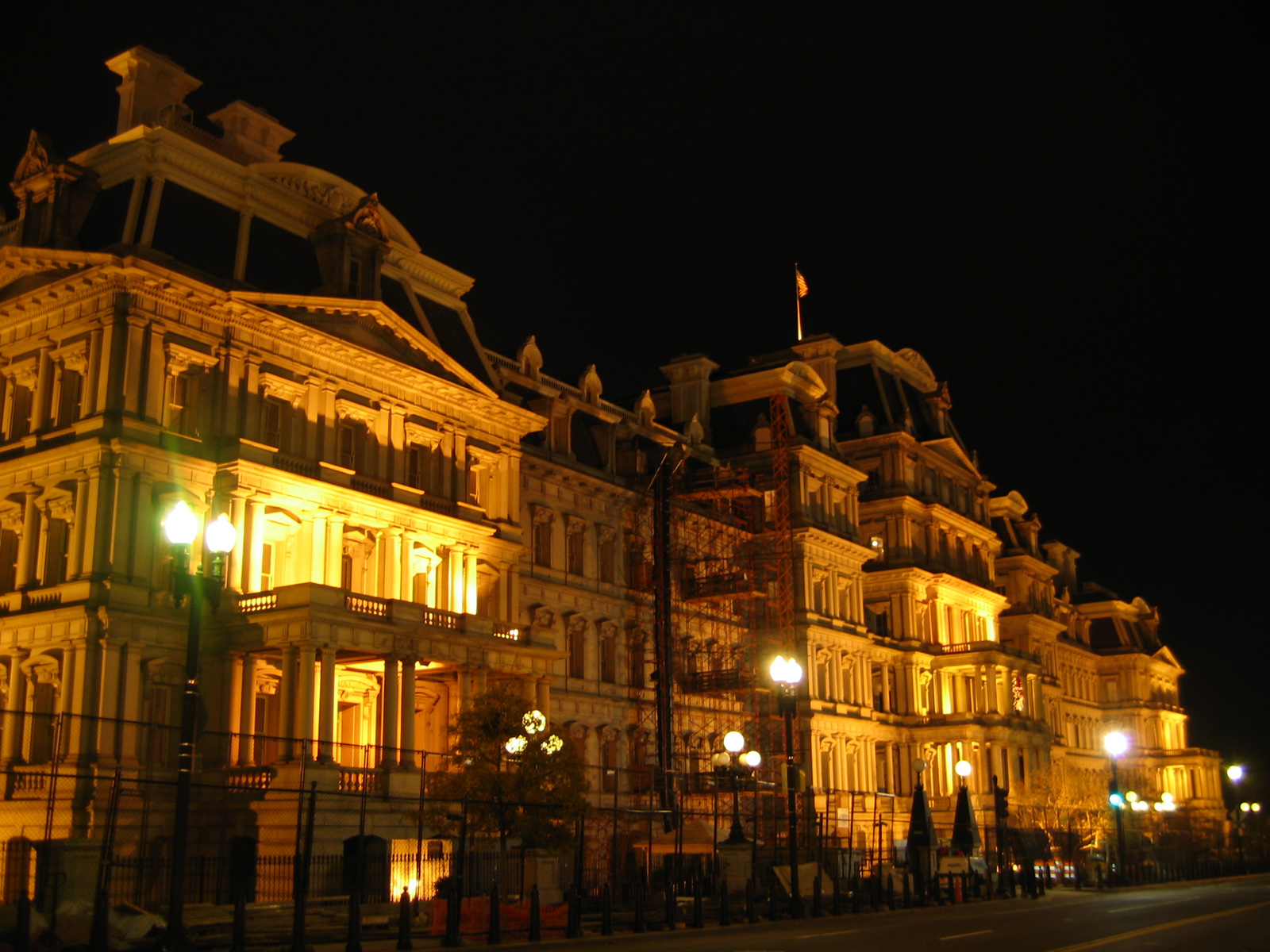

وظیفه اصلی شورای امنیت ملی ارائه اطلاعات و مشاوره به رئیس‌جمهور درمسائل نظامی و سیاست خارجی است و به همین دلیل این شورا از نقش مؤثری در ترسیم سیاست‌های بین‌المللی و نظامی ایالات متحده آمریکا برخوردار است. همچنین این شورا موظف است راهکاره‌هایی برای حل بحران‌های امنیتی و نظامی بیابد و به مدیریت بحران در عرصه بین‌المللی بپردازد.
اعضاء شورای امنیت ملی عبارت‌انداز: رئیس‌جمهور ایالات متحده آمریکا، معاون رئیس‌جمهوری ایالات متحده آمریکا، وزیر امور خارجه و وزیر دفاع که در اکثر جلسات رئیس ستاد مشترک ارتش نیز حضور دارد. رئیس‌جمهور در زمان معرفی اعضاء کابینه ایالات متحده آمریکا، مشاور امنیت ملی را نیز انتخاب می‌کند تا خط مشی اجرایی این شورا را ترسیم نماید. در بسیاری از مواقع مشاور امنیت ملی رئیس‌جمهور مسئول واقعی سیاست خارجی شمرده می‌شود و اغلب نظرات وی، برنامه‌های وزیر امورخارجه را نیز تحت‌الشعاع قرار می‌دهد. هنری کیسینجر و زیبیگنیو برژینسکی مشاوران امنیت ملی ریچارد نیکسون و جیمی کارتر از جمله مشاوران امنیت ملی بودند که به مراتب بیشتر از وزاری خارجه در تدوین استراتژی ایالات متحده آمریکا در عرصه بین‌المللی نقش ایفا کردند.

## شورای مشاوران اقتصادی
اعضای سه نفره شورای مشاوران اقتصادی توسط رئیس‌جمهور انتخاب می‌شوند و وی را در زمینه‌های اقتصادی راهنمایی می‌کنند. این شورا همچنین وظیفه دارد گزارش سالیانه شورای مشاوران اقتصادی را برای رئیس‌جمهور تهیه نماید. تنظیم سیاست‌های کاهش تورم، افزایش نرخ اشتغال و دیگر مباحث و موضوعات اقتصادی از دیگر وظایف شورای مشاوران اقتصادی به‌شمار می‌آید.

## دفتر مدیریت و بودجه

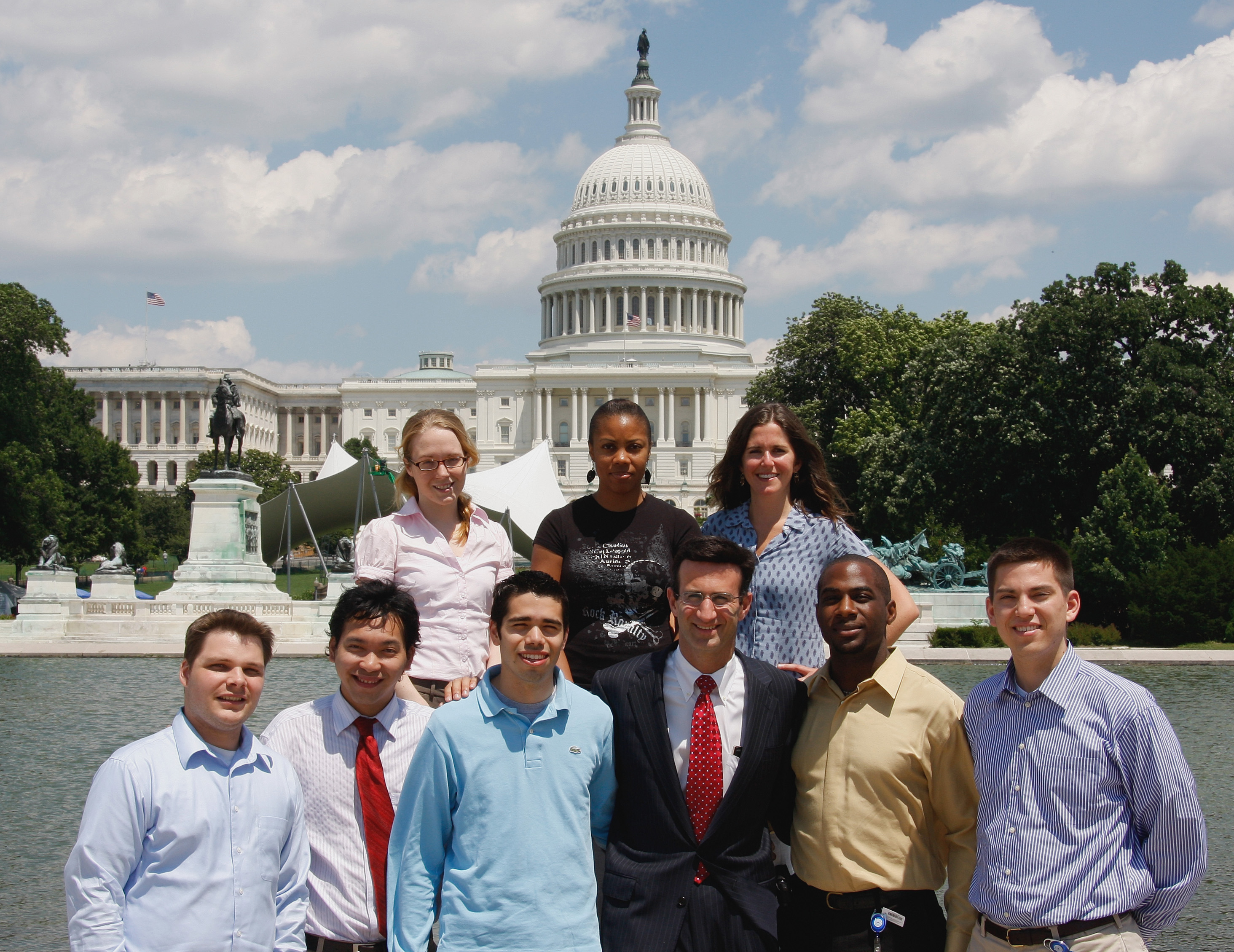
پیتر اورزاگ، رئیس دفتر مدیریت و بودجه آمریکا (وسط) و کارآموزان دانش آموز او.

دفتر مدیریت و بودجه مهم‌ترین و قوی‌ترین نهاد ستاد ریاست جمهوری به‌شمار می‌آید و برعملکرد مالی دولت نظارت دارد. این دفتر همچنین وظیفه دارد لایحه بودجه دولت را پس از دریافت نظرات وزارتخانه‌ها و دیگر سازمان‌ها تهیه کند تا از طریق رئیس‌جمهور برای تصویب در اختیار کنگره قرار گیرد.
تا سال ۱۹۲۱ هر وزارتخانه یا سازمانی به‌طور مستقل پیشنهاد بودجه مورد نیاز خود را به کنگره ارسال می‌کرد و به همین دلیل در بسیاری از مواقع امکان هماهنگی میان بخش‌های مختلف دولت وجود نداشت. اما در سال ۱۹۲۱ اداره بودجه تأسیس و مأمور تدوین بودجه‌های سالانه شد. این سازمان در سال ۱۹۷۰ به دفتر مدیریت و بودجه تغییر نام داد.

## ستاد کاخ سفید
ستاد کاخ سفید دفتر شخصی رئیس‌جمهور ایالات متحده به‌شمار می‌آید. مشاوران شخصی، گارد حفاظتی، مسئولان برنامه‌ریزی سفرها، سخنگوی رئیس‌جمهور و مشاوران روابط عمومی ازجمله کارکنان ستاد کاخ سفید هستند که تعداد آنان طی سالیان گذشته روبه افزایش گذاشته است. در زمان توماس جفرسون، کارکنان دفتر رئیس‌جمهور که بعدها به ستاد کاخ سفید مشهور گشت تنها ۲ منشی اداری بود. صد سال بعد تعداد آنان تنها تا ۱۳ نفر افزایش یافت و بودجه ستاد کاخ سفید ا ز۸۰۰ هزار دلار در سال تجاوز نمی‌کرد. اما اکنون بیش از ۶۰۰ نفر در ستاد کاخ سفید مشغول فعالیت هستند.